# П'ята колона

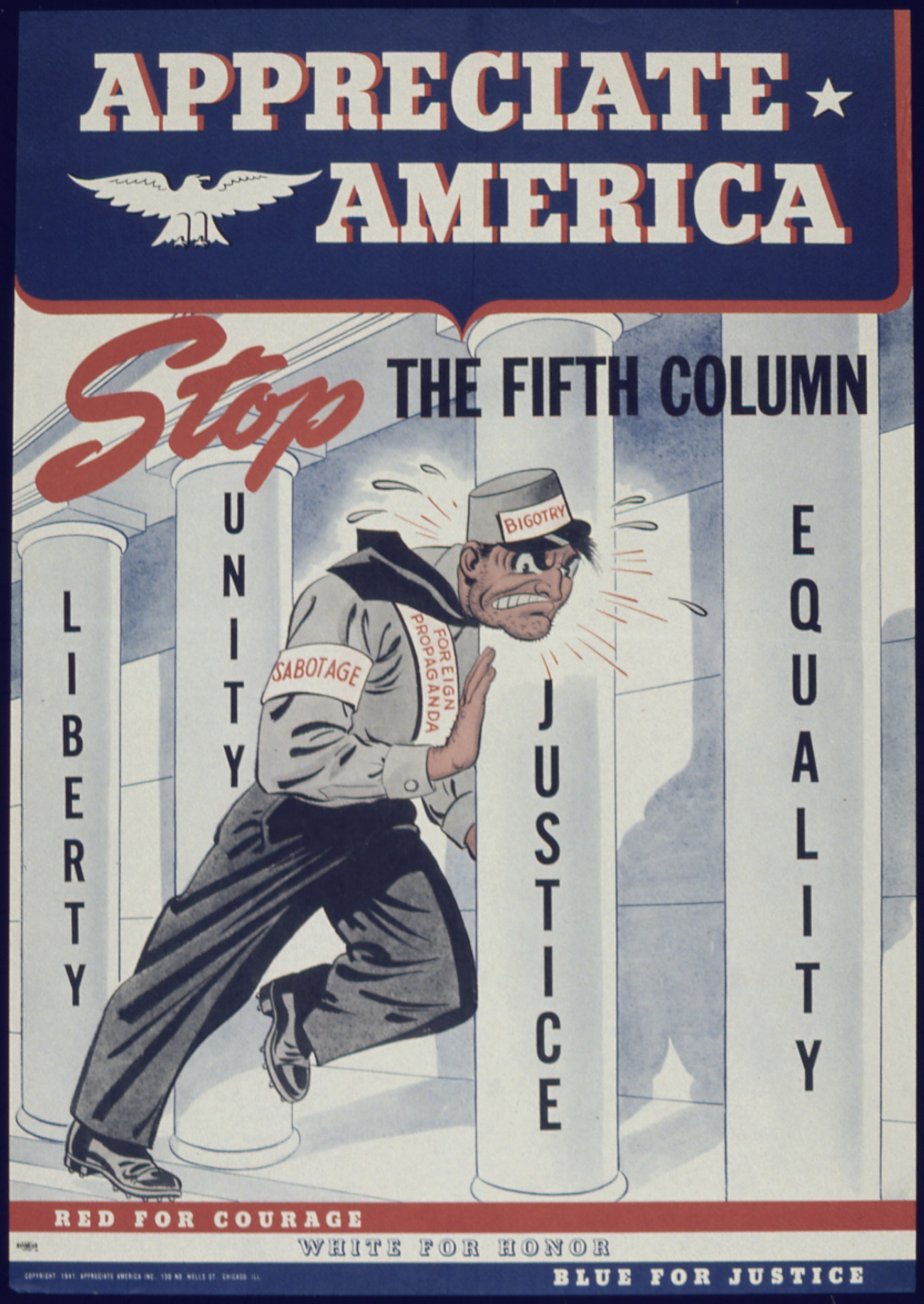
«Цінуйте Америку. Зупиніть п'яту колону». Плакат часів Другої світової війни.

П'ята колона (ісп. quinta columna) — узагальнювальна назва групи осіб, які ведуть відкриту або приховану підривну діяльність усередині іншої групи осіб чи країни у спосіб, вигідний зовнішньому ворогу. Термін виник в Іспанії у 1936 році за часів громадянської війни та набув широкої світової популярності для позначення даного явища, частково замінивши собою широковживаніший термін «ворог усередині». Підривна діяльність може коливатися від підвищення градусу істерії та незначних дій для розповсюдження хвилювань до блокування механізмів державності, саботажу, шпигунства, диверсійної діяльності та подальшої відкритої держзради у військових операціях.

## Діяльність
Діяльність п'ятої колони поділяють на два періоди: мирний та воєнний час. П'яту колону поділяють на:
- Політичну п'яту колону, яка використовується ворогом безперервно[3].
- Воєнну п'яту колону, що діє безпосередньо під час агресії;

## Історія терміна
У часи громадянської війни в Іспанії, в серпні та вересні 1936 року у Мадриді поширювалися чутки про те, що в країні діють зрадники. Фактичні прибічники Франко, чи просто запідозрені люди заарештовувалися республіканським урядом тисячами. Противники республіканського уряду й просто підозрілі знищувались також підрозділами НКВС СРСР, що діяли у тилу республіканської армії. Щоранку на вулицях Мадриду знаходили десятки трупів. Поширювалися чутки, що справа Республіки гине. Здавалося, що хтось їх розповсюджує систематично і цілеспрямовано. Таким чином, термін, вжитий, можливо, випадково, впав на удобрений ґрунт.
Вважається, що вперше термін «п'ята колона» (ісп. quinta columna) використав бригадний генерал Еміліо Мола (ісп. Emilio Mola), один із найвідоміших генералів, що командували військами повстанців проти республіканського уряду Іспанії. 1 чи 2 жовтня 1936 року він, у своєму виступі на радіо, змалювавши картину бойових дій чотирьох колон, що наступали на Мадрид, заявив, що наступ на урядовий центр розпочне п'ята колона повстанців, що вже перебуває у місті.

3 жовтня газета комуністичної партії Іспанії «Мундо Обреро» (ісп. Mundo Obrero) відреагувала на його виступ: «Зрадник Мола говорить, що кине проти Мадрида чотири колони, одначе розпочне наступ п'ята колона».
З другої половини жовтня термін «п'ята колона» широко вживався республіканською пресою. Не минуло ще й двох тижнів як одна із мадридських газет приписала авторство генералові Кейпо де Льяно (ісп. Gonzalo Queipo de Llano), а журналіст газети «Таймс» — генералові Франко. За повідомленнями ж кореспондента московської газети «Правда» і особистого представника Йосипа Сталіна Михайла Фрідлянда (відомого як рос. Кольцов Михаил Ефимович, а в Іспанії як Мігель Мартінес) автором був генерал Хосе Енріке Варела (ісп. José Enrique Varela).
«П'ята колона» сіяла паніку, займалася саботажем, шпигунством і диверсіями. Під час Другої світової війни 1939—1945 років «п'ятою колоною» називали нацистську агентуру в різних країнах, яка допомагала захопленню цих країн військами Німеччини.

## Діяльність п'ятої колони у країнах світу
Та діяльність, що від 1936 року отримала назву діяльності п'ятої колони, проявлялася в деяких країнах набагато раніше у різні періоди їх історії, ще не маючи такої назви. Відома, наприклад, діяльність так званого  комуністичного інтернаціоналу, як п'ятої колони Радянської Росії, а потім СРСР, діяльність якої була припинена на вимогу союзників СРСР по антигітлерівській коаліції.
На сьогодні найбільш дослідженим виявилося питання про німецьку п'яту колону часів Другої світової війни, хоча вже давно існували і діють нині п'яті колони також інших країн, наприклад, Китаю, Росії. У сучасній Росії стверджують, що в їх країні діє п'ята колона США.

## Німецька п'ята колона
1949 року, з ініціативи Міжнародної ради філософських та гуманітарних наук при ЮНЕСКО, була розпочата робота з вивчення історії націонал-соціалістичної Німеччини і фашистської Італії. У рамках цієї роботи співробітник Амстердамського державного інституту військової документації Луї де Йонг (нід. Louis de Jong) провадив дослідження питання про так звану німецьку п'яту колону. Результати дослідження були викладені у книзі «Німецька п'ята колона у другій світовій війні (англ. The German Fifth Column in the Second World War)», що вийшла друком у Чикаго 1956 року. Автор спирався на численні повідомлення преси, свідчення очевидців та учасників подій, офіційні документи. У книзі наведені дані про діяльність німецької п'ятої колони як у мирний час, так і під час наступу німецьких військ.
Німецька п'ята колона діяла напередодні та під час Другої світової війни у таких країнах, як:
- Австрія
- Чехословаччина
- Польща
- Данія
- Норвегія
- Литва
- Бельгія
- Нідерланди
- Франція
- Велика Британія
- Аргентина
- Бразилія
- Уругвай
- Чилі
- Швейцарія
- США
- Угорщина
- Румунія
- Югославія
- Афганістан
- Туреччина
- Іран
- Південно-Західна Африка (підмандатна територія Південно-Африканського Союзу)

та деяких інших.

### Чехословаччина і Польща
Термін «П'ята колона» використовується зазвичай для позначення групи диверсантів, набраних з числа націоналістичних кіл у середовищі німецької меншини в Чехословаччині і Польщі під час вторгнення Німеччини у ці країни, а також як означення різних типів іноземних агентур розвідки Третього Рейху.
У період до Другої світової війни у Польщі діяли наступні організації, визнані п'ятою колоною:
- Jungdeutsche Partei fur Polen (JDP) — діяла на території всієї міжвоєнній Польщі;
- Deutsche Vereinigung — діяла на польському Помор'ї (Померанії) і Познанському воєводстві;
- Deutscher Volksbund — діяла на Сльонську (Сілезії);
- Deutscher Volksverband — діяла у Лодзькому воєводстві.

Разом із кількома меншими організаціями ці організації об'єднували близько 25 % німецького населення II Речі Посполитої і підтримували постійний таємний зв'язок з органами партійними Німеччини і її органами розвідки — NSDAP, Auslandorganisation, Gestapo, Abwehr і SD. Так у 1937 році з близько 800 тис. німців мешканців Польщі близько 200 тис. були членами гітлерівських організацій.

## Російська п'ята колона
Російська п'ята колона створювалася цілеспрямовано у різних країнах світу протягом століть. Для цього використовувалися дипломатичні представництва російських держав (Російської імперії, Радянської Росії, СРСР, Російської Федерації), пізніше — комуністична агентура Комінтерну.
Після розпаду СРСР та зміни влади у країнах-сателітах СРСР Російська федерація активізувала створення російського лобі, котре відверто фінансується РФ і не лише у Європі, а також в азійських країнах, і навіть у США. РФ посилює діяльність своїх лобістів, активізуючи їх діяльність під час підготовки до виборів у будь-якій країні. Росіяни чітко відстежують внутрішньополітичну ситуацію у кожній країні, аналізують її і навіть створюють нові політичні партії на території цих країн. Подібна ситуація спостерігається у Польщі, Угорщині, Німеччині, Франції.

### Китай
Арнольд Дж. Тойнбі у своїй праці «Дослідження історії» (англ. A Study of History) вказував, що ще у 19 ст., до того як Японія стала серйозним суперником Росії та західних держав, ці останні постали як «конкуренти-агресори», що «шматували тіло вмирущої китайської імперії». А опісля, «Марксове світське євангеліє комунізму надало Росії … психологічного чару…», що дозволяє «…створити в Китаї — як і будь-де у світі — потужну „п'яту колону“», і «її китайським прихильникам можна буде доручати виконувати для неї її роботу». Проводячи свою колоніальну політику, Росія, у часи існування СРСР, використовувала як «п'яту колону» комуністичну партію Китаю та агентуру Комінтерну, що від його створення до ліквідації надсилалася до Китаю.

### Україна
В Україні поняття п'ятої колони широко вживається починаючи з середини 2000-х років і стосується проросійських рухів. В науковій літературі стосовно України вперше було вжито науковцями Іваном Діяком (у книзі «П'ята колона в Україні: загроза державності», 2006), Богданом Черваком (стаття «„П'ята колона“ крокує Україною», 2006), а згодом стало вживатися й політиками.
Пізніше термін «п'ята колона» набув поширення як в пресі, так і у висловлюваннях політиків. Так, 2009 року тодішній головний редактор інформагенції УНІАН Олександр Харченко у статті «Мочить хохлів в інтернеті — єсть така робота» писав про проплачених інтернет-коментаторів, «тролів». Їхнє завдання — створювати громадську думку, потрібну замовнику:
| Ось вони сідають за свої комп'ютери, заходять у мережу, відкривають «підшефні» сайти й починають «спілкуватися». Мета «спілкування» — «мочити» опонентів або ідею, яку ті сповідують, і навпаки — «розкручувати» того, на кого працюєш. Рівень літературної та політичної майстерності, звісно, різниться, але функція одна — «мочити» «хохлів», бандерівців, «Юща», а загально кажучи — Україну. Не так уже й важливо, де сидять "автори" — на Луб'янці, десь під Москвою, чи в російській глибинці. Байдуже і де саме вони отримують свій «гонорар» — безпосередньо в «органах», у бухгалтерії фірми, що формально не має жодного відношення до них, чи в PR-агентствах, що працюють на підряді. Важливо лише, що це не поодинокі ідейні «ентузіасти», а націлені на конкретний результат люди, технічно й фінансово забезпечені, з чіткою системою організації праці. |
Політв'язень СРСР, Герой України Левко Лук'яненко сказав у ефірі «5 каналу»:
| Закон України «Про засади державної мовної політики» дає базу п'ятій московський колоні в Україні. Спрямований на розкол Української держави. Наша нинішня влада під керівництвом Москви продовжує русифікацію країни. Немає сумнівів, що цей закон спрямований розколювати суспільство. Українська нація — постгеноцидна, постколоніальна. Росія 340 років мордувала Україну. І та п'ята колона, що існує в Україні під керівництвом Москви, продовжує русифікацію. Цей закон підводить законодавчу базу під антиукраїнську русифікаторську діяльність тої п'ятої московської колони. |
Газета «Дзеркало тижня», характеризуючи діяльність Д. Табачника та інших фальсифікаторів історії, зазначала, що

| в Україні живе й квітне «п’ята колона».[20] |
Лідер партії «Батьківщина» Юлія Тимошенко під час виборчої кампанії до Верховної Ради 2012 року закликала до об'єднання опозиційних сил в боротьбі проти п'ятої колони: 
| «Єдиний список — єдина перемога. Ми не можемо дозволити собі йти різними колонами — двома, трьома чи чотирма — поки Україною править п'ята колона» [21]. |
30 квітня 2014 року Окружний адміністративний суд міста Києва повністю задовольнив позов Міністерства юстиції України щодо припинення діяльність політичної партії «Русское единство». Міністерство юстиції у судовому засіданні надало низку доказів антидержавної діяльності партії, включаючи публікації, серед інших — на офіційному сайті партії, а також відеосюжети. Основний з них — сюжет про підписання головою партії С. Аксьоновим так званого «договору» про входження АР Крим до складу Російської Федерації після її окупації збройними силами РФ. У судовому засіданні заступник міністра юстиції Ганна Онищенко вказала, що «Сам факт підписання цього незаконного і антиконституційного документу з боку Аксьонова вже підтверджує, що він здійснював антидержавну політику, спрямовану на порушення територіальної цілісності і незалежності держави».
На листопад 2014 року, коментуючи діяльність суддів в Україні щодо чиновників режиму В. Януковича, ТСН зазначає, що «Путін нині робить ставку на власну п'яту колону — суддів, прокурорів та міліціонерів, які вже майже відкрито готують контрреволюцію».
Одним із завдань новоствореної неурядової організації «Бюро протидії гібридній війні» стане виявлення українських журналістів, експертів, лідерів громадської думки, які працюють за «темниками» з Росії.

### Молдова
П'ята колона у Республіці Молдова на політичному рівні проявлялася так само як і в Україні, зокрема як «проросійські» політичні сили. Щодо військової діяльності, то під час місцевої революції, яка не набула широкого розголосу — усі «проросійські» політичні сили Молдови звернулися за допомогою до Російської Федерації задля надання їм військової допомоги. Таким чином у Молдові з'явилося так зване «Придністров'я», що наразі не визнане жодною державою світу. Створювалося воно Російською Федерацією задля дестабілізації політичної ситуації у регіоні та створення військової бази на південному кордоні України.

### Латвія
Під час дискусії на телеканалі «Рига-24» латвійський артист театру та кіно Арніс Ліцітіс зазначив, що Латвії не треба весь час боятися агресії з боку Росії та Путіна, а варто боятися «п'ятої колони», що створена у Латвії. На його думку «п'ятою колоною» є російськомовні жителі Латвії, колишні громадяни СРСР, що ображають латишів.

### Чехія
16 грудня в прес-центрі УКМЦ відбувся показ документального фільму «Чеські друзі Кремля», автором якого виступила журналіст ТСН, Ольга Мальчевська. Розслідування Ольги викриває схеми впливу Кремля на чеського президента Мілоша Земана, котрий відкрито підтримує політику президента Росії Володимира Путіна щодо України.

### П'ята колона Москви у ЄС
В. Путін розглядає досягнення розколу свого головного геополітичного ворога — Заходу, й насамперед, найближчої до РФ його частини — Європейського Союзу як одне з головних геополітичних завдань. З цією метою організовуються потужні сили всередині ЄС, що намагаються підготувати ґрунт для його дезінтеграції. З цією ж метою здійснюється фінансування правих (профашистських) організацій у європейських країнах.

### США
26 січня 2015 року звинувачення у шпіонажі висунуті щодо громадян Російської Федерації, котрі «намагалися збирати інформацію щодо американських фінансових ринків та про потенційні способи порушити їх роботу, для чого постачали питання журналістам російської державної інформаційної агенції ТАСС»,— повідомило видання The Daily Beast. Джерела видання — співробітники спецслужб, колишні та нині діючі — вказують, що ТАСС уже давно є прикриттям для російських шпигунів: у часи «холодної війни» принаймні половина працівників агенції була втягнута у шпигунську діяльність. Від того часу, зазначив Олег Калугін, інтереси розвідки Російської Федерації перенесені із військової і політичної галузей до інформації про гроші та ринки: «Саме у цьому зараз найбільше зацікавлена Росія».

## П'ята колона США

### Російська Федерація
Для пояснення причин нинішніх проблем в економіці та напруженості у суспільстві у сучасній Росії стверджують, що в їхній країні діє п'ята колона США (наприклад,). Існують також діячі, що називають п'ятою колоною місцевих прихильників українського майдану..
Супротивників війни Росії з Україною В. Путін називає не інакше як «зрадниками» та «п'ятою колоною».
За даними Російської інформаційної агенції «Новий регіон», лише 2,83 % жителів Російської Федерації вважають «головним ворогом Росії» «п'яту колону» в РФ.

### Білорусь
Час від часу «п'ятою колоною» місцевих опозиціонерів називає президент Білорусі Олександр Лукашенко, маючи на увазі, що вони діють за гроші «капіталістичних» західних фондів.

## Відображення у мистецтві
1938 року, Нобелівський лауреат Ернест Гемінґвей, котрий був тоді в Іспанії американським військовим кореспондентом, перебуваючи під артилерійським обстрілом у мадридському готелі «Флорида», написав п'єсу про республіканську контррозвідку, котру назвав «П'ята колона».
1960 року у США вийшов фільм режисера Джона Франкенхаймера за сценарієм Ернеста Хемінгуея та Е. Хотчнера «П'ята колона» (англ. Fifth Column). У головних ролях знімалися Річард Бертон, Максиміліан Шелл, Селлі Енн Хоуз, Бетсі фон Фюрстенберг, Шайке Офір, Мілтон Селзер, Роберт Дауделл та Тоні Селуар.
2010 року лівансько-американський короткометражний фільм режисера Ваче Булґур'яна (англ. Vatche Boulghourjian) «П'ята колона» (вірм. Hinkerort Zorasune) був удостоєний третьої премії «Сінефондасьйон» (фр. Cinéfondation Prizes 2010) на Канському кінофестивалі. У серпні 2010 року він був представлений на прем'єрі ліванського кінофестивалю в Бейруті, де завоював 1-е місце.